# Jim McNeely

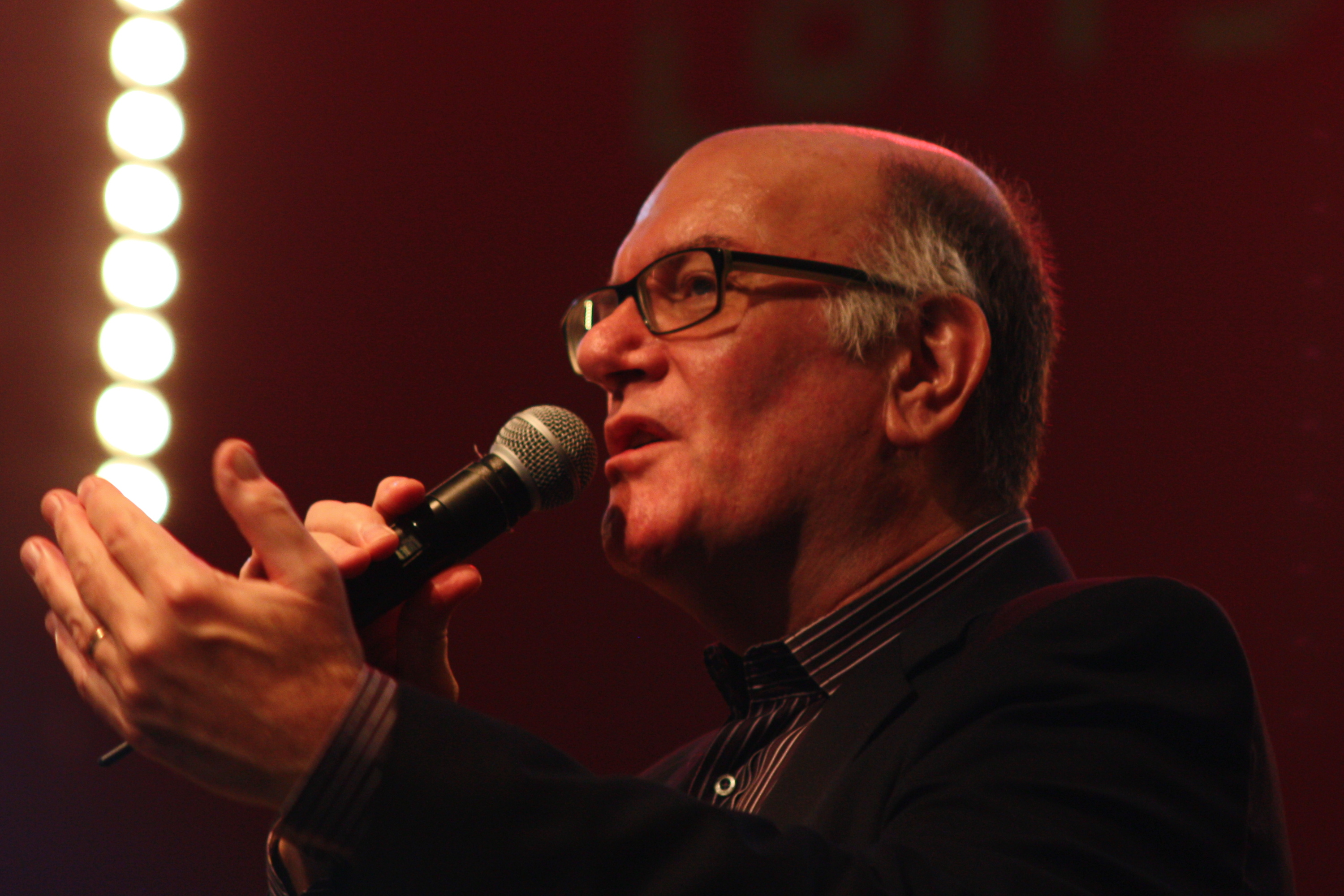
Jim McNeely (Deutsches Jazzfestival, 2013)

Jim McNeely (Chicago, 18 mei 1949) is een Amerikaanse jazzmuzikant. Hij speelt piano en is arrangeur, componist en bigbandleider. 

## Biografie
McNeely studeerde aan de University of Illinois en ging in 1975 naar New York, waar hij optrad met Ted Curson en Chet Baker. In 1978 werd hij lid van het Thad Jones/Mel Lewis Orchestra (later Mel Lewis and the Jazz Orchestra) en hij speelde hier tot 1984.
Van 1981 tot 1985 werkte hij als componist en pianist in het kwartet van Stan Getz, hij is te horen op het album Pure Getz. Van 1990 tot 1995 was hij pianist van het kwartet van Phil Woods. Daarnaast werkte hij als componist en arrangeur voor o.a. het Danish Radio Jazz Orchestra, de Carnegie Hall Jazz Band, het Metropole Orkest, de WDR Big Band Köln en het Stockholm Jazz Orchestra, voor zijn werk werd hij twee keer genomineerd voor een Grammy.
In 1996 keerde hij terug naar Mel Lewis om in diens Vanguard Jazz Orchestra te werken als componist en pianist. Van 1998 tot 2003 leidde hij het Danish Radio Jazz Orchestra. Daarnaast leidde hij ook verschillende eigen groepen en nam hij een reeks albums op.
McNeely werkte als sideman met o.a. Bob Brookmeyer, David Liebman, Art Farmer, Louis Smith en Bobby Watson. Sinds 1981 geeft hij less aan de jazzfaculteit van de New York-universiteit en sinds 1991 is hij co-director van B.M.I. Jazz Composer's Workshop. Tevens was hij actief bij bijvoorbeeld de Stanford Jazz Workshop en de Jamey Aebersold's Summer Jazz Clinics.
In 2011 ging McNeely aan de slag als leider van de hr-Bigband van de Hessischer Rundfunk in Frankfurt am Main, eerder was hij hier drie jaar artist in residence.

## Discografie (selectie)
- Rain's Dance met Sam Jacobs, Mike Richmond, Larry Schneider, 1976, SteepleChase Records
- The Plot Thickens met Jon Burr, Billy Hart, Mike Richmond, John Scofield, 1979
- From the Heart met Marc Johnson, Adam Nussbaum, 1984
- Winds of Change met Mike Richmond, Kenny Washington, 1989, Steeplechase
- East Coast Blow Out met de WDR Big Band (Rüdiger Baldauf, Henning Berg, Rainer Brüninghaus, Rob Bruynen, Roy Deuvall, Andy Haderer, Dave Horler, Marc Johnson, Rick Kiefer, Bernt Laukamp, Adam Nussbaum, Klaus Osterloh, Olivier Peters, Paul Peucker, Rolf Römer, Harold Rosenstein, John Scofield, Paul Shigihara, Heiner Wiberny), 1989, Lipstick
- Sound Bites met Jan Adefelt, Peter Asplund, Gustavo Bergalli, Hector Bingert, Dave Castle, Johan Hörlén, Fredrik Noren, Dick Oatts, Bertil Strandberg, Jukkis Uotila, Anders Wiborg, 1997
- Group Therapy met Cameron Brown, Billy Drewes, Greg Gisbert, John Hollenbeck, Tony Kadleck, Ed Neumeister, Dick Oatts, Scott Robinson, Tom Varner, Scott Wendholt, 2001, OmniTone
- The Power and the Glory: A Salute to Louis Armstrong met Nikolaj Bentzon, Tomas Franck, Søren Frost, Thomas Fryland, Anders Gustafsson, Steen Hansen, Michael Hove, Leroy Jones, Thomas Kjærgaard, Flemming Madsen, Uffe Markussen, Vincent Nilsson, Thomas Ovesen, Henrik Bolberg Pedersen, Benny Rosenfeld, Nicolai Schultz, Ethan Weisgard, Axel Windfel, 2001
- In This Moment met Lennart Ginman, Adam Nussbaum, 2003